# Thomas Borenitsch
Thomas Borenitsch (* 19. Dezember 1980 in Eisenstadt) ist ein ehemaliger österreichischer Fußballspieler.

## Spielerkarriere
Der gelernte Installateur aus Antau im Burgenland wechselte im Sommer 2000 von seinem Heimatverein zum SV Mattersburg. Seinen größten Erfolg feierte er mit dem Einzug des SV Mattersburg in das ÖFB-Pokal-Finale der Saison 2005/06, das gegen FK Austria Wien klar mit 0:3 verloren ging. Sein Debüt in der Bundesliga gab Borenitsch am 20. Mai 2004 gegen den FC Superfund Pasching. In seinem ersten Spiel musste er bei der 0:4-Niederlage gleich vier Tore hinnehmen.

## Trainerkarriere
Zur Saison 2016/17 beendete er seine Karriere und übernahm den Posten des Tormanntrainers bei der SV Mattersburg. Diese Position hatte er bis zum Sommer 2018 inne, ehe er durch Robert Almer, der gerade seine Karriere als Aktiver beendet hatte, abgelöst wurde. Er war von 2015 bis 2022 auch an der AKA Burgenland als Chef-Torwarttrainer tätig. 
Seit Sommer 2014 ist Borentisch im Besitz der ÖFB-Torwarttrainer-B-Lizenz, erhielt im Mai 2017 die UEFA-Torwarttrainer-A-Lizenz sowie im Oktober 2018 die UEFA-B-Lizenz. In seinem Heimatort Antau betreibt er seit 2017 die Tormannschule Thomas Borenitsch.

## Erfolge
- 1× Hallencup-Sieger: 2005
- 2× Österreichischer Pokalfinalist: 2006 und 2007

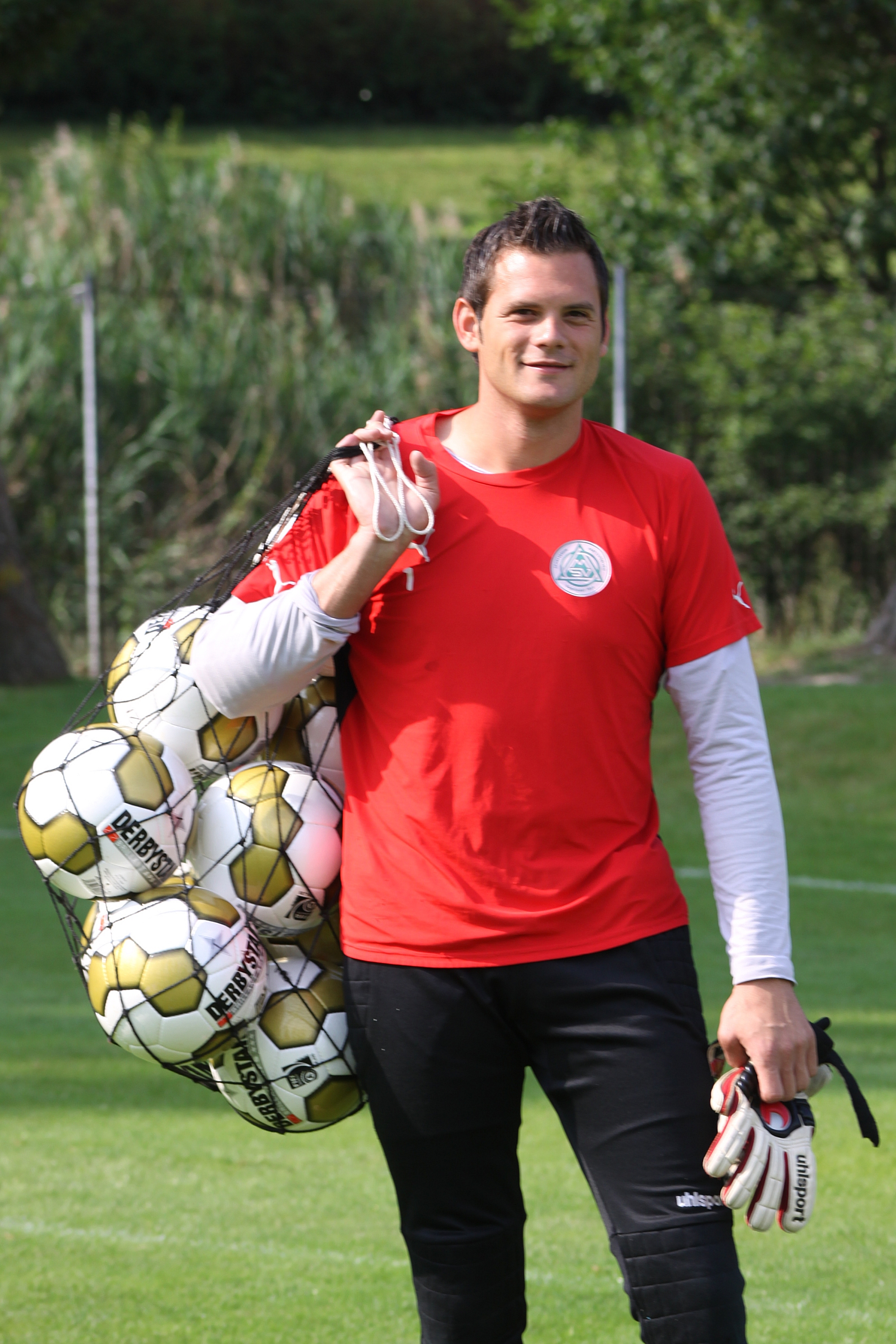
Thomas Borenitsch (2009)